# Ah Toy
Toy Ah (亞彩 taishanese: /a˧ tʰɔi˥/, cantonese: Aa3 Coi2, o 阿台; Canton, maggio 1829 – San Jose, 1º febbraio 1928) è stata una prostituta e tenutaria statunitense di origine cantonese, attiva a San Francisco (durante la corsa all'oro californiana), e presumibilmente la prima prostituta cinese di San Francisco.

## Biografia
Ah Toy nacque nella Cina dei Qing e, da Hong Kong, lasciò la Cina (assieme al marito) per raggiungere San Francisco negli Stati Uniti d'America nel 1849; tuttavia, il marito morì durante il viaggio e, di conseguenza, cercò di mantenersi diventando l'amante del capitano della nave (il quale, le diede molto denaro); raggiunta la città, divenne ben presto la più famosa donna asiatica del West. Notando gli sguardi che attirava dagli uomini, intuì che avrebbero anche pagato pur di "dare un'occhiata più da vicino": immediatamente, ebbe un grande successo (pare si facesse pagare un'oncia d'oro per una "sbirciatina"). Nel giro di poco tempo, divenne la più famosa prostituta cinese (nonché, una delle più pagate e ricercate) di San Francisco; grazie al grande successo ottenuto, riuscì perfino ad aprire una catena di bordelli in cui fece lavorare ragazze cinesi anche minorenni.
Il successo di Ah Toy, tuttavia, non avvenne soltanto grazie alla propria avvenenza ma anche grazie alla propria determinazione e intelligenza: infatti, ricorse frequentemente al Tribunale di San Francisco per proteggere sé stessa e i suoi affari dallo sfruttamento. Verso il 1854, tuttavia, non fu più in grado di ricorrere al tribunale: infatti, nel caso People v. Hall, la Corte suprema della California ribaltò la condanna di un uomo che aveva assassinato un cinese, aggiungendo anche i cinesi a una legge secondo la quale gli afroamericani e i nativi americani non potessero testimoniare in tribunale . Benché la legge non fosse rivolta alle prostitute, compromise gravemente la capacità di Ah Toy di proteggersi dalle Tong che cercavano da tempo di controllarla; inoltre, nel 1854, venne emanata anche la legge anti-prostituzione (adottata principalmente contro le prostitute cinesi), la quale fece sì che la donna si ritirasse dal settore della prostituzione di San Francisco.
Verso i suoi ultimi anni, ritornò in Cina, come donna ricca, per vivere il resto dei suoi giorni nell'agio, tuttavia, tornò in California non molto tempo dopo. Dal 1868 fino alla sua morte, visse a San Jose e ritornò all'attenzione pubblica solo quando morì il 1º febbraio 1928 (tre mesi prima del suo novantanovesimo compleanno).

## Influenza culturale

### Televisione
In Warrior, Ah Toy, interpretata da Olivia Cheng, compare nell'episodio pilota.

### Libri
Ah Toy è la protagonista del romanzo storico Daughter of Joy, scritto da Jo Ann Levy nel 1998.

### Fumetti
- Su Tex (nella storia Quartiere cinese), il protagonista e i suoi amici affrontano Ah-Toy (detta anche La Figlia del Drago), una donna bella e spietata che comanda una pericolosa organizzazione criminale cinese di San Francisco implicata in vari traffici: dalla tratta di giovani donne cinesi al gioco d'azzardo e all'estorsione[19]. Pur essendo ispirata a lei, tuttavia, questo personaggio se ne differenzia perché è anche un'assassina.
- Su Dampyr (nella storia Chinatown), appare Ah-Toy come una dei membri dei super-vampiri immortali, nemici del protagonista[20][21].